# 15716 Narahara
15716 Narahara là một tiểu hành tinh vành đai chính với chu kỳ quỹ đạo là 1689.9229799 ngày (4.63 năm).
Nó được phát hiện ngày 29 tháng 11 năm 1989.